# Cavolini
I cavolini (cavulìn in genovese) sono un prodotto di pasticceria originario di Genova, un tempo tradizionalmente consumato come dolce conclusivo del pranzo della domenica. Si tratta di un guscio di pasta choux tagliato orizzontalmente a metà e riempito di crema pasticcera e panna montata.

## Storia
I cavolini vennero citati per la prima volta da Giovanni Battista Ratto nel trattato La Cuciniera Genovese del 1863, che ne spiegò brevemente la preparazione: «Mettete al fuoco una piccola casseruola con l'acqua e il burro, appena liquefatto il burro aggiungetevi la farina e dimenatela bene finché non sia un composto liscio. Toglietela indi dal fuoco, aggiungetevi due uova sbattute e dimenatela finché non sia bene unito il tutto. Preparate quindi un tegame con carta oleata unta di burro, dove metterete a cucchiai distanti uno dall'altro questa pasta. Cuoceteli al forno a moderato calore. Quando saranno bene gonfiati e coloriti toglieteli dal fuoco e con un coltello fate un piccolo buco e introducetevi la panna montata o lo zabaione, spolverizzateli di zucchero. Serviteli freddi».
Si distingue dal bignè francese a causa della farcitura di panna montata fresca. A differenza della ricetta originaria, attualmente i cavolini vengono realizzati partendo da un guscio di pasta choux croccante all'esterno e vuoto all'interno che, per praticità, viene tagliato e separato orizzontalmente: la parte inferiore viene riempita di crema pasticcera, sopra la quale è posto uno strato molto abbondante di panna montata, a sua volta coperto dalla parte superiore del guscio di pasta choux, che viene posta a "cappello" e ricoperta di zucchero a velo o di granella di zucchero. Nel corso degli anni, accanto alla versione originale che prevede solo crema pasticcera e panna montata, vennero poi sviluppate alcune varianti, come il guscio ripieno di cioccolato, o di zabaione, o di altre creme dolci.